# Elecciones federales de Alemania de mayo de 1924
Las terceras elecciones parlamentarias de la República de Weimar tuvieron lugar el 4 de mayo de 1924, con el propósito de elegir a los miembros del Reichstag. El Reichstag se había disuelto el 13 de marzo de ese año, la participación fue del 77.4%.
Las elecciones arrojaron como resultado un parlamento muy fragmentado, sin un bloque ideológico que sumase una mayoría evidente. Ante la imposibilidad por parte de los partidos políticos de llegar a un acuerdo para formar Gobierno, el jefe del Estado, Friedrich Ebert, tuvo que acabar disolviendo de nuevo el Parlamento, repitiéndose las elecciones en diciembre de 1924.

## Resultados
| #  | Partido político      | Votos      | % de votos válidos | Escaños | Variación (escaños) |
| -- | --------------------- | ---------- | ------------------ | ------- | ------------------- |
| 1  | SPD                   | 6.008.905  | 20.52%             | 100     | -3                  |
| 2  | DNVP                  | 5.696.475  | 19.45%             | 95      | +24                 |
| 3  | Zentrum               | 3.914.379  | 13.37%             | 65      | +1                  |
| 4  | KPD                   | 3.693.280  | 12.61%             | 62      | +58                 |
| 5  | DVP                   | 2.694.381  | 9.20%              | 45      | -20                 |
| 6  | NSFP                  | 1.918.329  | 6.55%              | 32      | +32                 |
| 7  | DDP                   | 1.655.129  | 5.65%              | 28      | -11                 |
| 8  | BVP                   | 946.648    | 3.23%              | 16      | -4                  |
| 9  | Landbund              | 574.939    | 1.96%              | 10      | Nuevo               |
| 10 | Otros partidos        | 2.179.333  | 7,46%              | 19      | -                   |
|    | Votos nulos/en blanco | 427.582    | -                  | -       | -                   |
|    | Total                 | 29.709.380 | 100.0%             | 472     | +13                 |

- Fuente: Gonschior.de